# Tayeb Filali
Tayeb Filali, född 16 januari 1979, är en algerisk friidrottare. Han deltog vid olympiska sommarspelen 2012.